# Windows Movie Maker
Windows Movie Maker (zwischenzeitlich Windows Live Movie Maker) ist eine kostenlose Videoschnittsoftware von Microsoft, die grundlegende Funktionen zum Erstellen von Filmen und Musik bietet. In älteren Windows-Versionen war Movie Maker Bestandteil des Betriebssystems, bis Windows 8 konnte das Programm als Teil des Windows-Essentials-Pakets über die Microsoft-Website heruntergeladen werden.
Movie Maker wurde zum 10. Januar 2017 offiziell eingestellt. Als Nachfolger ist in Windows 10 der „Video-Editor“ enthalten (vormals Windows Story Remix), der Teil von Microsoft Photos ist.
Movie Makers Projektdateien erhalten die Endung .wlmp.

## Entwicklungsgeschichte des Windows Movie Makers

### Windows ME und 2000
Windows Movie Maker debütierte mit dem Betriebssystem Windows ME. Es wurde vielfach wegen seiner sehr dürftigen Funktionalität kritisiert. In Windows 2000, das im selben Jahr wie ME erschien, war der Movie Maker allerdings nicht enthalten, da er lediglich für die Ansprüche der Endanwender reichte, für professionelle Anwender hingegen zu simpel war.
Allerdings ist es möglich, den Movie Maker aus Windows ME durch das Kopieren der entsprechenden Dateien auch problemlos unter Windows 2000 zu betreiben.

### Windows XP
Mit Windows XP lag der Movie Maker in Version 1.1 vor und unterstützte DV-AVI- und WMV8-Dateien. Ein Jahr später, im November 2002, erschien die Version 2.0 als kostenloses Update und fügte eine Reihe von Funktionen hinzu, darunter Dutzende von Überblendeffekten und jede Menge anderer Videoeffekte. Es war möglich Videoclips zu tönen, zu raffen oder zu schärfen. Zusätzlich zur Zeitachse wurde, für eine einfachere Orientierung, ein Storyboard hinzugefügt.
Mit dem Erscheinen von Windows XP Service Pack 2 wurde die leicht verbesserte Version 2.1 bereitgestellt. Mit dem Erscheinen der Windows XP Media Center Edition im Jahre 2005 kam Version 2.5 zum Einsatz, die mehr Übergangseffekte und zusätzlich DVD-Brennen ermöglichte. Es war auch eine Funktion vorhanden, mit welcher die erstellte Datei direkt bei YouTube hochgeladen werden kann.

### Windows Vista
Zuerst sollte der Movie Maker von Vista auf der WPF aufbauen, die Idee wurde allerdings schnell verworfen. Mit Vista machte der Movie Maker einen Sprung auf Version 6.0 und bringt eine Reihe weiterer neuer Effekte und Übergänge mit, weiterhin sind Unterstützung für den DVR-MS-Dateityp zu finden, der im Windows Media Center zum Einsatz kommt.
Aufgrund der höheren Systemanforderungen unter Vista, darunter auch das Fordern von hardwareseitiger Videobeschleunigung der Grafikkarte, war es nicht allen Windows-Vista-Anwendern möglich, das Programm auszuführen. Daher hat Microsoft die Version 2.6 bereitgestellt, die der Version 2.1 von Windows XP ähnelt.

### Windows 7
Mit Windows 7 entfernte Microsoft den Movie Maker aus dem Betriebssystem und integrierte ihn in das Windows-Live-Essentials-Paket.

### Windows 8/8.1 und Windows 10
Unter Windows 8/8.1 und Windows 10 war der Movie Maker nur über die „Windows Essentials“ verfügbar und bot einige exklusive Funktionen, beispielsweise eine Videostabilisierung. Eine Nachfolge-Version ist unter dem Namen „Video-Editor“ im Windows-10-Paket enthalten.

## Windows Live Movie Maker
Ab Windows 7 ist der Windows Movie Maker nicht mehr im Betriebssystem auffindbar. Stattdessen wurde er in Windows Live Movie Maker (Codename Sundance) umbenannt und ist als Teil des Windows Live Essentials Pakets kostenlos über das Internet beziehbar.
Im Vergleich zu älteren Versionen wurde der Windows Live Movie Maker einer umfangreichen Überarbeitung unterzogen. So wurde die Oberfläche grundlegend erneuert und nach dem Vorbild der Ribbon-Oberfläche (bekannt aus Microsoft Office ab Version 2007 oder diversen Windows-7-Applikationen, wie Paint oder WordPad) ausgerichtet. Neben der neuen Oberfläche werden neue Möglichkeiten eröffnet, wie zum Beispiel das bearbeitete Video auf YouTube zu veröffentlichen oder HD-Videos zu erstellen.
Kritisiert wurde das Entfernen vieler Funktionen, wodurch lediglich Basisfunktionen zur Verfügung stehen. Beispielsweise wurden Zeit- und Audioachse ganz aufgegeben. Im Vergleich zum Vorgänger war Movie Maker 14 damit lediglich ein besseres Präsentationsprogramm für Fotos. Die für Heimanwender relativ professionelle Videobearbeitung war verschwunden.
Mit der Version 16 (2012) können der Videodienst Vimeo und andere Portale und Archive in die Programmnutzung eingebunden werden. Eine Bildstabilisierung, nur nutzbar ab Windows 8/8.1, soll in der Bearbeitung eigener Videoaufnahmen Verwacklungen automatisch korrigieren.
Seit dem Ende des Supports für die Windows Essentials 2012 am 10. Januar 2017 ist der Windows Movie Maker nicht mehr im Downloadportal von Microsoft zu finden.

## Veröffentlichte Versionen
Im Folgenden eine Übersicht über alle bisher veröffentlichten Versionen des Videoschnittprogramms:
| Jahr | Produkt                       | Bemerkungen                                                                         | Distributionsweg                                                                    |
| 2000 | Windows Movie Maker 1.0       | debütierte mit Windows ME, kritisiert für die wenigen Funktionen                    | Teil von Windows ME                                                                 |
| 2001 | Windows Movie Maker 1.1       | Unterstützung für DV-AVI- und WMV8-Dateien                                          | Teil von Windows XP                                                                 |
| 2002 | Windows Movie Maker 2.0       | Viele neue Übergangs- und Videoeffekte                                              | Beziehbar als Update für Windows XP                                                 |
| 2004 | Windows Movie Maker 2.1       | Wenige Detailverbesserungen                                                         | Teil von Windows XP Service Pack 2                                                  |
| 2005 | Windows Movie Maker 2.5       | Einige neue Übergangseffekte, DVD-Brennen möglich                                   | Teil von Windows XP Media Center Edition 2005                                       |
| 2006 | Windows Movie Maker 6.0       | Einige neue Übergangseffekte, leicht verbesserte Oberfläche                         | Teil von Windows Vista                                                              |
| 2006 | Windows Movie Maker 2.6       | basierend auf Movie Maker 2.1 für Vista-Anwender, die keine 3D-Beschleunigung haben | Beziehbar als Update für Windows Vista                                              |
| 2009 | Windows Live Movie Maker 14.0 | neue Ribbon-Oberfläche, HD-Videos erstellen, Videos auf YouTube stellen             | Beziehbar über das Internet für Windows Vista, Windows 7, Windows 8/8.1, Windows 10 |
| 2010 | Windows Live Movie Maker 15.4 | Hochladen von Videos direkt zu YouTube oder Facebook.                               | Beziehbar über das Internet für Windows Vista, Windows 7, Windows 8/8.1, Windows 10 |
| 2012 | Windows Live Movie Maker 16.4 | Videodienst Vimeo einbeziehbar, Videostabilisierung (nur unter Windows 8).          | Beziehbar über das Internet für Windows Vista, Windows 7, Windows 8/8.1, Windows 10 |